# GRAC (software)
GRAC o GR.A.C, acronimo di Graphic Adventure Creator, è un software per lo sviluppo di videogiochi di avventura grafica senza necessità di conoscenza della programmazione, pubblicato nel 1995 per Amiga dall'azienda britannica F1 Licenceware. Secondo l'editore era il primo programma di questo genere pubblicato, per qualsiasi computer. Vennero pubblicate come freeware o a basso costo almeno una decina di avventure realizzate con questo sistema.